# Karl Thoma (Architekt)
Karl Thoma (eigentlich Johann Nikolaus Carl Thoma; * 1857 in Aachen; † 17. Juli 1923) war ein deutscher Architekt und Regierungsbaumeister, der vor allem in seiner Heimatstadt Bonn wirkte.

## Leben und Wirken
Thoma besuchte die Volksschule und das Gymnasium in seiner Geburtsstadt Aachen. Anschließend begann er dort an der Technischen Hochschule (bis 1880 Polytechnische Schule) ein Studium der Architektur und Technik. Ab Ostern 1883 war er als Regierungsbauführer bei der Kreisbauinspektion Bonn tätig und in dieser Eigenschaft mit der Erweiterung des Akademischen Kunstmuseums (1883–1884), mit dem Umbau des Physikalischen Instituts und mit einem Entwurf für das Pathologische Institut beschäftigt. Für die Provinzialverwaltung der Rheinprovinz in Düsseldorf übernahm er die Entwurfsausarbeitung und die Bauleitung des Provinzialmuseums in Trier. 1888 bestand Thoma die Baumeisterprüfung in Berlin und erhielt anschließend seine Ernennung zum Königlich Preußischen Regierungsbaumeister. Nachfolgende Stationen Thomas waren das Auswärtige Amt in Berlin, für das er Entwürfe zu Kolonialbauten ausarbeitete, die Stadt Berlin unter dem Stadtbaurat James Hobrecht sowie die Vertretung der Kreisbauinspektion Marienwerder. Von 1889 bis 1892 war Thoma – wiederum für die Provinzialverwaltung in Düsseldorf – als Bauleiter des Neubaus des Provinzialmuseums in Bonn (1944 kriegszerstört) tätig. Mit Abschluss dieses Projekts beendete Thoma seine Beamtenlaufbahn und gründete in Köln gemeinsam mit Ferdinand Schmitz ein Architekturbüro, 1899 ließ er sich in Bonn mit einem eigenen Büro nieder.
Thomas Werk aus seiner Zeit als freischaffender Architekt bis zum Ersten Weltkrieg umfasst sowohl private Wohnhäuser, Industrie- und Geschäftsbauten als auch öffentliche und sakrale Gebäude. Zu seinen bedeutendsten Projekten können die Instandsetzung des Kreuzgangs und der Osttürme des Bonner Münsters (ab 1897), das Bonner Bürgervereinshaus (1909), das Münsterhaus (1912), die Münsterkaplanei (heute nicht mehr existent), das Warenhaus Tietz am Münsterplatz sowie der Anschluss des Pfarrhauses an das Gangolfshaus gelten.

„Thoma gehörte einer Architektengeneration an, die versuchte, den damals vorherrschenden Historismus in der Architektur zu überwinden. Er verzichtete weitgehend auf historisierende Schmuckelemente und versah seine Gebäude mit einer bewegten und reich gegliederten, geradezu malerischen Fassade.“

Thoma war langjähriges Mitglied des Bundes Deutscher Architekten. Um 1903 wurde er zum Vorsitzenden des „Architekten- und Ingenieur-Vereins“ in Bonn gewählt, dieser ernannte ihn nach Aufgabe des Vorsitzes 1920 zu seinem Ehrenmitglied. Kommunalpolitisch engagierte sich Thoma für die Zentrumspartei als Mitglied im Bonner Stadtrat. Zeitweilig war er zudem Vorsitzender der „A.G. für Thonindustrie zu Niederpleis“. Er gehörte auch einer von der Stadt Bonn für die Beurteilung besonderer Bauprojekte eingerichteten Gestaltungskommission zur Überwachung des 1909 veröffentlichten „Ortsstatuts zum Schutz der Stadt Bonn gegen Verunstaltung“ an.

## Werk
- Karte mit allen Koordinaten der Werke:
- OSM |
- WikiMap

### Bauten in Bonn
| Bauzeit   | Ortsteil     | Adresse                                        | Bild           | Objekt                                     | Maßnahme                              | Anmerkungen                                                                      |
| --------- | ------------ | ---------------------------------------------- | -------------- | ------------------------------------------ | ------------------------------------- | -------------------------------------------------------------------------------- |
| 1900      | Gronau       | Coblenzerstraße 99                             |                | Villa (erbaut 1853)                        | Erweiterung (Bauherr: Jean Balthazar) | um 1952 für Auswärtiges Amt abgebrochen                                          |
| 1901/1902 | Bonn-Zentrum | Friedensplatz 12 Lage                          |                | Wohn- und Geschäftshaus                    | Neubau                                | Denkmalschutz                                                                    |
| 1902/1903 | Südstadt     | Kaiserstraße 69 Lage                           |                | Wohnhaus                                   | Neubau                                | Denkmalschutz                                                                    |
| 1902/1903 | Südstadt     | Kaiserstraße 71 Lage                           |                | Wohnhaus                                   | Neubau (Bauherr: Karl Thoma)          | Denkmalschutz                                                                    |
| 1903      | Südstadt     | Goebenstraße 35 Lage                           |                | Wohnhaus                                   | Neubau                                | Denkmalschutz                                                                    |
| 1903      | Südstadt     | Goebenstraße 37 Lage                           |                | Wohnhaus                                   | Neubau                                | Denkmalschutz                                                                    |
| 1903      | Südstadt     | Goebenstraße 41 Lage                           |                | Wohnhaus                                   | Neubau                                | Denkmalschutz                                                                    |
| 1903      | Südstadt     | Goebenstraße 43 Lage                           |                | Wohnhaus                                   | Neubau                                | Denkmalschutz                                                                    |
| 1903      | Südstadt     | Goebenstraße 45 Lage                           |                | Wohnhaus                                   | Neubau                                | Denkmalschutz                                                                    |
| 1904      | Weststadt    | Kaufmannstraße 45 Lage                         |                | Wohnhaus                                   | Neubau                                | Denkmalschutz                                                                    |
| 1905/1906 | Südstadt     | Bonner Talweg 60 Lage                          |                | Verbindungshaus                            | Neubau (Bauherr: AMV Makaria Bonn)    | Denkmalschutz                                                                    |
| 1906      | Bonn-Zentrum | Remigiusstraße 1 Lage                          | weitere Bilder | Wohn- und Geschäftshaus                    | Neubau (mit Josef Steinkrüger)        | Denkmalschutz                                                                    |
| 1906      | Gronau       | Buschstraße 22 Lage                            |                | Wohnhaus                                   | Neubau                                | Denkmalschutz                                                                    |
| 1908      | Südstadt     | Königstraße 17a Lage                           |                | Wohnhaus                                   | Neubau                                | Denkmalschutz                                                                    |
| 1909      | Poppelsdorf  | Jagdweg 16 Lage                                |                | Remise der Schreibwaren-Fabrik Soennecken  | Neubau                                | Denkmalschutz; 1986 umfassend renoviert                                          |
| 1909      | Südstadt     | Poppelsdorfer Allee / Prinz-Albert-Straße Lage |                | Gesellschaftshaus des Bonner Bürgervereins | Neubau                                | um 1970 abgebrochen                                                              |
| 1909–1910 | Bonn-Zentrum | Tempelstraße 10–12                             |                | Jüdisches Gemeindehaus                     | Neubau                                | 1938 zerstört                                                                    |
| 1911–1912 | Bonn-Zentrum | In der Sürst 2–6 Lage                          | weitere Bilder | „Münsterhaus“                              | Neubau                                | Denkmalschutz; später Dresdner Bank                                              |
| 1913/1914 | Südstadt     | Poppelsdorfer Allee 45 Lage                    |                | Wohnhaus                                   | Um-/Ausbau, Vorblendung Fassade       | Denkmalschutz; früher dänische Botschaft, heute Hausdorff Center for Mathematics |
| 1914/1915 | Südstadt     | Venusbergweg 17/17a Lage                       |                | Doppelvilla                                | Neubau                                | Denkmalschutz                                                                    |

### Bauten außerhalb Bonns
| Bauzeit   | Ortsteil  | Adresse                  | Bild | Objekt                          | Maßnahme                      | Anmerkungen                         |
| --------- | --------- | ------------------------ | ---- | ------------------------------- | ----------------------------- | ----------------------------------- |
| 1910–1911 | Kesseling | Steinerbergstraße 1 Lage |      | Wanderhütte („Steinerberghaus“) | Neubau (Bauherr: Eifelverein) | heute „Landgasthof Steinerberghaus“ |